# گمینا دوبژنگ ویلکی
گمینا دوبژنگ ویلکی (به لهستانی:  Gmina Dobrzeń Wielki) یک گمینا در لهستان است که در شهرستان اوپوله واقع شده‌است. گمینا دوبژنگ ویلکی ۹۱٫۴۲ کیلومتر مربع مساحت و ۱۴٬۰۴۹ نفر جمعیت دارد.